# سید کمال
سید کمال MEP (انگلیسی: Syed Kamall؛ زادهٔ ۱۵ فوریهٔ ۱۹۶۷) دانشگاهی و سیاست‌مدار حزب محافظه کار بریتانیایی است. کمال در سال ۲۰۰۵ به عنوان یکی از اعضای پارلمان اروپا به نمایندگی از لندن انتخاب شد و پس از سال ۲۰۱۳ رهبر محافظه کاران در پارلمان اروپا بوده است. در ماه ژوئن ۲۰۱۴ رئیس محافظه کاران و اصلاح طلبان اروپا در پارلمان اروپا شد.

## زندگی‌نامه
کمال در لندن متولد و بزرگ شده است. او یک مسلمان و از تبار هندوگویانی است. پدرش در دهه ۱۹۵۰ از گویان به لندن مهاجرت کرد. او تحصیل کردهٔ مدرسهٔ لاتمیر در ادمونتون و دارای لیسانس مهندسی از دانشگاه لیورپول، کارشناسی ارشد از مدرسه اقتصاد لندن و پی اچ دی از دانشگاه شهری لندن است.